# Liste der Baudenkmale in Lüneburg – Am Wienebütteler Weg
In der Liste der Baudenkmale in Lüneburg – Am Wienebütteler Weg sind Baudenkmale in der Straße Am Wienebütteler Weg in der niedersächsischen Stadt Lüneburg aufgelistet. Die Quelle der IDs und der Beschreibungen ist der Denkmalatlas Niedersachsen. Der Stand der Liste ist der 31. Dezember 2021.

## Allgemein
In den Spalten befinden sich folgende Informationen:
- Lage: die Adresse des Baudenkmales und die geographischen Koordinaten. Kartenansicht, um Koordinaten zu setzen. In der Kartenansicht sind Baudenkmale ohne Koordinaten mit einem roten Marker dargestellt und können in der Karte gesetzt werden. Baudenkmale ohne Bild sind mit einem blauen Marker gekennzeichnet, Baudenkmale mit Bild mit einem grünen Marker.
- Bezeichnung: Bezeichnung des Baudenkmales
- Beschreibung: die Beschreibung des Baudenkmales. Unter § 3 Abs. 2 NDSchG werden Einzeldenkmale und unter § 3 Abs. 3 NDSchG Gruppen baulicher Anlagen und deren Bestandteile ausgewiesen.
- ID: die Objekt-ID des Baudenkmales
- Bild: ein Bild des Baudenkmales, ggf. zusätzlich mit einem Link zu weiteren Fotos des Baudenkmals im Medienarchiv Wikimedia Commons. Wenn man auf das Kamerasymbol klickt, können Fotos zu Baudenkmalen aus dieser Liste hochgeladen werden:

## Baudenkmale
Die Straße Am Wienebütteler Weg wurde nach dem Wienebütteler Gut benannt. 1897 wurde ein Beschluss der Provinzialverwaltung gefasst, psychiatrische Patienten in geeigneten Einrichtungen unterzubringen, Grund war ein Dotationsgesetz aus dem Jahr 1868. Der erste Bauabschnitt wurde 1902 abgeschlossen, es wurden Bettenhäuser für 800 Patienten gebaut. Zwischen 1905 und 1907 wurden weitere Bettenhäuser für 1000 Patienten erbaut.Psychiatrische Klinik Lüneburg

| Lage                                                | Bezeichnung                   | Beschreibung | ID       | Bild |
| --------------------------------------------------- | ----------------------------- | --- | -------- | ---- |
| Am Wienebütteler Weg 1 53° 15′ 19″ N, 10° 23′ 11″ O | Verwaltung Gebäude 29         | Traufständiger dreigeschossiger langgestreckter Backsteinbau, zusammengesetzt aus dreigeschossigen Mitteltrakt unter Satteldach und zwei drei- bis viergeschossigen kurzen Seitenflügeln unter Walmdächern. Straßenseitige Hauptfassade durch mittigen Staffelgiebel dominiert, hier der Haupteingang. Rückseitig in Richtung der Krankenhausanlage ist der Mitteltrakt aus der Fassade herausgezogen. An Seitenflügel schließen sich eingeschossige Verbindungsbauten und zweigeschossige Kopfbauten unter eigenem Walmdach an. Fassadengestaltung in Wechsel aus rotem und gelbem Backstein. Erbaut zwischen 1898 und 1901 als Verwaltungsgebäude der Provinzial-Heil- und Pflegeanstalt Lüneburg. | 30685856 |      |
| Am Wienebütteler Weg 1 53° 15′ 21″ N, 10° 23′ 8″ O  | Bettenhaus Gebäude 1          | | 30685875 | BW   |
| Am Wienebütteler Weg 1 53° 15′ 18″ N, 10° 23′ 9″ O  | Bettenhaus Gebäude 2          | Eingeschossiger symmetrischer Massivbau in Backstein mit ziegelgedecktem Walmdach. Mit zwei zweigeschossigen Risaliten unter eigenen Krüppelwalmdächern, mittig in Südfassade Scheinrisalit mit Krüppelwalmdach, dazwischen hölzerne Loggien. Fassadengestaltung mit rotem und gelbem Backstein. Erbaut um 1900 als Bettenhaus. | 30685894 |      |
| Am Wienebütteler Weg 1 53° 15′ 21″ N, 10° 23′ 5″ O  | Bettenhaus Gebäude 3          | | 30685911 |      |
| Am Wienebütteler Weg 1 53° 15′ 17″ N, 10° 23′ 6″ O  | Bettenhaus Gebäude 4          | Ein- bis zweigeschossiger asymmetrischer Massivbau in Backstein mit ziegelgedeckten Walmdächern. Mit bewegten Fassaden in rotem und gelbem Backstein und zwei hölzernen loggienartigen Terrassen an der Süd- und der Ostfassade. Erbaut um 1900 als Bettenhaus. | 30685928 |      |
| Am Wienebütteler Weg 1 53° 15′ 21″ N, 10° 23′ 3″ O  | Bettenhaus Gebäude 5          | | 30685945 |      |
| Am Wienebütteler Weg 1 53° 15′ 18″ N, 10° 23′ 3″ O  | Bettenhaus Gebäude 6          | Eingeschossiger asymmetrischer Massivbau in Backstein mit ziegelgedeckten Walmdächern, am nordwestlichen Ende zweigeschossig. Mit bewegten Fassaden in rotem und gelbem Backstein. Erbaut um 1900 als Bettenhaus. | 30685962 |      |
| Am Wienebütteler Weg 1 53° 15′ 23″ N, 10° 23′ 7″ O  | Bettenhaus Gebäude 7          | | 30685979 |      |
| Am Wienebütteler Weg 1 53° 15′ 15″ N, 10° 23′ 7″ O  | Bettenhaus Gebäude 8          | Eingeschossiger asymmetrischer Backsteinbau, unter Walm- und Satteldächern. Mit Mittelrisalit in Südfassade unter Krüppelwalmdach, hier Fachwerk im leicht vorkragenden Dachgeschossgiebel. Fassadengestaltung in rotem und gelbem Backstein. Erbaut um 1900 als Bettenhaus. | 30685996 |      |
| Am Wienebütteler Weg 1 53° 15′ 22″ N, 10° 22′ 59″ O | Werkstatt Gebäude 9           | | 30685822 |      |
| Am Wienebütteler Weg 1 53° 15′ 16″ N, 10° 23′ 0″ O  | Wirtschaftsgebäude Gebäude 10 | Langgestreckter zweigeschossiger Backsteinbau unter ziegelgedecktem Walmdach. Mit zwei aus der Ostfassade heraustretenden dreigeschossigen Risaliten unter eigenen Krüppelwalmdächern. Fassadengestaltung mit hellem und rotem Backstein. Erbaut um 1900 als Wirtschaftsgebäude der Provinzial-Heil- und Pflegeanstalt Lüneburg. | 30685839 |      |
| Am Wienebütteler Weg 1 53° 15′ 20″ N, 10° 22′ 56″ O | Bettenhaus Gebäude 11         | | 30686013 | BW   |
| Am Wienebütteler Weg 1 53° 15′ 18″ N, 10° 22′ 56″ O | Bettenhaus Gebäude 12         | | 30686030 | BW   |
| Am Wienebütteler Weg 1 53° 15′ 22″ N, 10° 22′ 56″ O | Bettenhaus Gebäude 13         | | 30686047 |      |
| Am Wienebütteler Weg 1 53° 15′ 16″ N, 10° 22′ 57″ O | Bettenhaus Gebäude 14         | | 30686064 |      |
| Am Wienebütteler Weg 1 53° 15′ 24″ N, 10° 22′ 56″ O | Bettenhaus Gebäude 15         | | 30686081 |      |
| Am Wienebütteler Weg 1 53° 15′ 14″ N, 10° 22′ 56″ O | Bettenhaus Gebäude 16         | Zweigeschossiger Backsteinbau mit Mittelteil unter ziegelgedecktem Satteldach und zwei seitlichen Kopfbauten mit Walmdächern; an Nordfassade ein Mittelrisalit unter ziegelgedecktem Krüppelwalmdach. Fassadengestaltung mit rotem und gelbem Backstein; Zierfachwerk an den Dachgauben. Erbaut als Bettenhaus um 1900. | 30686098 |      |
| Am Wienebütteler Weg 1 53° 15′ 21″ N, 10° 22′ 53″ O | Bettenhaus Gebäude 17         | | 30686115 |      |
| Am Wienebütteler Weg 1 53° 15′ 17″ N, 10° 22′ 53″ O | Bettenhaus Gebäude 18         | | 30686132 |      |
| Am Wienebütteler Weg 1 53° 15′ 23″ N, 10° 22′ 53″ O | Bettenhaus Gebäude 19         | | 30686149 |      |
| Am Wienebütteler Weg 1 53° 15′ 15″ N, 10° 22′ 54″ O | Bettenhaus Gebäude 20         | | 30686166 | BW   |
| Am Wienebütteler Weg 1 53° 15′ 23″ N, 10° 22′ 49″ O | Bettenhaus Gebäude 21         | | 30686767 |      |
| Am Wienebütteler Weg 1 53° 15′ 15″ N, 10° 22′ 50″ O | Bettenhaus Gebäude 22         | | 30686750 |      |
| Am Wienebütteler Weg 1 53° 15′ 20″ N, 10° 22′ 48″ O | Bettenhaus Gebäude 23         | | 30686183 |      |
| Am Wienebütteler Weg 1 53° 15′ 17″ N, 10° 22′ 48″ O | Bettenhaus Gebäude 24         | | 30686200 |      |
| Am Wienebütteler Weg 1 53° 15′ 22″ N, 10° 22′ 45″ O | Bettenhaus Gebäude 25         | | 30686217 |      |
| Am Wienebütteler Weg 1 53° 15′ 15″ N, 10° 22′ 47″ O | Bettenhaus Gebäude 26         | | 30686234 |      |
| Am Wienebütteler Weg 1 53° 15′ 25″ N, 10° 22′ 45″ O | Bettenhaus Gebäude 27         | | 30686251 | BW   |
| Am Wienebütteler Weg 1 53° 15′ 26″ N, 10° 22′ 45″ O | Bettenhaus Gebäude 28         | | 30686268 | BW   |
| Am Wienebütteler Weg 1 53° 15′ 25″ N, 10° 22′ 59″ O | Leichenhalle Gebäude 33       | | 30685783 |      |
| Am Wienebütteler Weg 1 53° 15′ 19″ N, 10° 22′ 58″ O | Badehaus Gebäude 34           | | 30685800 |      |
| Am Wienebütteler Weg 1 53° 15′ 23″ N, 10° 23′ 1″ O  | Schuppen Gebäude 35           | | 30680579 | BW   |
| Am Wienebütteler Weg 1 53° 15′ 19″ N, 10° 22′ 52″ O | Gesellschaftshaus Gebäude 36  | | 30685747 |      |
| Am Wienebütteler Weg 1 53° 15′ 26″ N, 10° 22′ 52″ O | Schuppen Gebäude 37           | | 30686525 |      |
| Am Wienebütteler Weg 1 53° 15′ 10″ N, 10° 22′ 43″ O | Wohnhaus Gebäude 41           | Eingeschossiger Massivbau mit hohem Mansarddach in Ziegeldeckung und allseitigen, dreieckig übergiebelten Zwerchhäusern; verputzte Fassaden. Erbaut als Personal-Wohnhaus um 1906. | 30686542 | BW   |
| Am Wienebütteler Weg 1 53° 15′ 15″ N, 10° 22′ 44″ O | Wohnhaus Gebäude 43           | | 30686902 |      |
| Am Wienebütteler Weg 1 53° 15′ 19″ N, 10° 22′ 58″ O | Wasserturm                    | Magunna, Oswald | 30643991 |      |
| Am Wienebütteler Weg 1 53° 15′ 19″ N, 10° 23′ 6″ O  | Park                          | Gestaltete landschaftlich geprägte Parkanlage mit überwiegend gewunden geführten Wegenetz, das die einzelnen, mit eigenen Gärten ausgestatteten Gebäude miteinander verbindet. Zwischen großen Rasenflächen alter Baumbestand; eigene Gärtnerei. Entworfen und angelegt ab 1898 von Landschaftsarchitekt Georg Tatter. | 37965866 |      |
| Am Wienebütteler Weg 3 53° 15′ 24″ N, 10° 23′ 11″ O | Wohnhaus                      | | 30656576 | BW   |